# Uspenka, Burîn
Uspenka (în ucraineană Успенка) este o comună în raionul Burîn, regiunea Sumî, Ucraina, formată numai din satul de reședință.

## Demografie
Componența lingvistică a comunei Uspenka
     Ucraineană (97,08%)
     Rusă (2,23%)
Conform recensământului din 2001, majoritatea populației comunei Uspenka era vorbitoare de ucraineană (97,08%), existând în minoritate și vorbitori de rusă (2,23%).